# Hofbrau Cup
Le Hofbrau Cup es una antigua carrera ciclista por etapas alemana disputada alrededor de Stuttgart, en la provincia de Baden-Wurtemberg. 
Creada en 1988, se llamó Schwanenbrau Cup. En 1991 no se disputó, y cogió el nombre de Hofbrau Cup de 1992 a 1997. La prueba se anula de nuevo en 1998 y es rebautizada como Dekra Open Stuttgart en 1999 y 2000. Desde entonces no se ha vuelto a organizar.

## Palmarés
| Año                  | Ganador          | Segundo             | Tercero          |
| Schwanenbrau Cup     |                  |                     |                  |
| -------------------- | ---------------- | ------------------- | ---------------- |
| 1988                 | Bruno Cenghialta | Ronny Vlassaks      | Andreas Kappes   |
| 1989                 | Andrew Hampsten  | Luc Roosen          | Michel Dernies   |
| 1990                 | Stefan Joho      | Jurg Bruggmann      | Rolf Järmann     |
| 1991                 | No se disputó    | No se disputó       | No se disputó    |
| Hofbrau Cup          |                  |                     |                  |
| 1992                 | Alberto Elli     | Peter Meinert       | Rolf Sørensen    |
| 1993                 | Davide Rebellin  | Bo Hamburger        | Felice Puttini   |
| 1994                 | Rolf Aldag       | Andrea Peron        | Marco Serpellini |
| 1995                 | Gianni Faresin   | Stefano Della Santa | Jan Ullrich      |
| 1996                 | Dimitri Konyshev | Giampaolo Mondini   | Johan Bruyneel   |
| 1997                 | Fabio Roscioli   | Juris Silovs        | Andreas Kappes   |
| 1998                 | Anulada          | Anulada             | Anulada          |
| Dekra Open Stuttgart |                  |                     |                  |
| 1999                 | Dario Frigo      | Holger Sievers      | Fausto Dotti     |
| 2000                 | Nicola Loda      | Andreas Kappes      | Søren Petersen   |